# 克拉里斯維爾 (馬里蘭州)
克拉里斯維爾（英語：Clarysville）是位於美國馬里蘭州亞利加尼縣的一個普查規定居民點。

## 人口
根據2020年美國人口普查的數據，克拉里斯維爾的面積為0.30平方千米，當中陸地面積為0.30平方千米，而水域面積為0.00平方千米。當地共有人口67人，而人口密度為每平方千米223.33人。